# Gaston Monod
Gaston Monod, né le 1er août 1883 et mort en Lorraine le 20 août 1914, est un linguiste et professeur de littérature française.

## Biographie
Monod est le neveu de l'historien Gabriel Monod. Il rentre à l'École nationale des chartes[réf. nécessaire] et est à sa sortie engagé par Karl Lamprecht à l'Institut für Kultur- und Universalgeschichte (Institut d'histoire globale et culturelle) de Leipzig. Il y enseigne le français à partir de 1909 (les « Exercices pratiques de français »), et y tient également des cours à propos de la culture et de la littérature françaises. Ses cours sont pleins et s'avèrent, d'après le directeur de l'Institut Karl Lamprecht « comme d'excellents moyens de soutenir l'échange intellectuel entre nos deux nations, et tout spécialement de répandre parmi les membres de l'Institut (370 ce semestre) le sens et l'amour de la culture française ».
Monod, français en Allemagne et marié depuis le 8 septembre 1908 à une allemande de Leipzig, vit particulièrement tragiquement l'arrivée de la Première Guerre mondiale. Il est enrôlé du côté français et tombe dès les premiers jours de combat en Lorraine.
Son « Französischer Sprachführer » (Guide linguistique français) est réédité plusieurs fois jusqu'en 1935.

## Ouvrages
- L’Œuvre de Bernhard Kellermann, La Revue mondiale (ancienne Revue des Revues), Vol. 106 (1914), p. 525–539.